# Франк Онора
Франк Онора (фр. Franck Honorat, нар. 11 серпня 1996, Тулон) — французький футболіст, нападник клубу «Боруссія» (Менхенгладбах). 

## Клубна кар'єра
Народився 11 серпня 1996 року в місті Тулон. Вихованець футбольної школи клубу «Ніцца». З 2012 року став виступати за резервну команду, в якій провів чотири сезони, взявши участь у 43 матчах чемпіонату.
3 листопада 2013 року дебютував за першу команду в матчі Ліги 1 проти «Бордо» (1:2), замінивши Крістіана Брюльса на 87-й хвилині. Втім так і не ставши основним гравцем, сезон 2016/17 провів на правах оренди в клубі другого дивізіону «Сошо», після чого підписав повнорцінний контракт з іншою командою Ліги 2 «Клермоном», де відразу став основним гравцем.
28 серпня 2018 року Онора підписав контракт з клубом Ліги 1 «Сент-Етьєном», але ще на сезон залишився в оренді в «Клермоні».

## Виступи за збірні
2012 року дебютував у складі юнацької збірної Франції (U-16). Загалом на юнацькому рівні взяв участь в 11 іграх, відзначившись одним забитим голом.

## Статистика виступів

### Статистика клубних виступів
| Сезон               | Команда             | Чемпіонат           | Чемпіонат | Чемпіонат | Національний кубок | Національний кубок | Національний кубок | Континентальні кубки | Континентальні кубки | Континентальні кубки | Інші змагання | Інші змагання | Інші змагання | Усього | Усього | Усього |
| Сезон               | Команда             | Ліга                | Ігор      | Голів     | Ліга               | Ігор               | Голів              | Ліга                 | Ігор                 | Голів                | Ліга          | Ігор          | Голів         | Ігор   | Голів  |        |
| ------------------- | ------------------- | ------------------- | --------- | --------- | ------------------ | ------------------ | ------------------ | -------------------- | -------------------- | -------------------- | ------------- | ------------- | ------------- | ------ | ------ | ------ |
| 2013–14             | «Ніцца»             | Л1                  | 8         | 0         | КФ+КЛ              | 0                  | 0                  |                      | -                    | -                    |               | -             | -             | 8      | 0      |        |
| 2014–15             | «Ніцца»             | Л1                  | 5         | 0         | КФ+КЛ              | 0                  | 0                  |                      | -                    | -                    |               | -             | -             | 5      | 0      |        |
| 2015–16             | «Ніцца»             | Л1                  | 6         | 0         | КФ+КЛ              | 1+0                | 0                  |                      | -                    | -                    |               | -             | -             | 6      | 0      |        |
| Усього за «Ніццу»   | Усього за «Ніццу»   | Усього за «Ніццу»   | 19        | 0         |                    | 1                  | 0                  |                      | -                    | -                    |               | -             | -             | 20     | 0      |        |
| 2016–17             | «Сошо»              | Л2                  | 24        | 0         | КФ+КЛ              | 1+5                | 0+1                |                      | -                    | -                    |               | -             | -             | 30     | 1      |        |
| 2017–18             | «Клермон»           | Л2                  | 35        | 3         | КФ+КЛ              | 0+3                | 0+0                |                      | -                    | -                    |               | -             | -             | 38     | 3      |        |
| 2018–19             | «Клермон»           | Л2                  | 35        | 4         | КФ+КЛ              | 3+1                | 3+0                |                      | -                    | -                    |               | -             | -             | 39     | 7      |        |
| Усього за «Клермон» | Усього за «Клермон» | Усього за «Клермон» | 70        | 7         |                    | 7                  | 3                  |                      | -                    | -                    |               | -             | -             | 77     | 10     |        |
| Усього за кар'єру   | Усього за кар'єру   | Усього за кар'єру   | 113       | 7         |                    | 14                 | 4                  |                      | -                    | -                    |               | -             | -             | 127    | 11     |        |